# Scarlets
Scarlets (do 2008 roku jako Llanelli Scarlets) – jeden z czterech profesjonalnych klubów rugby union w Walii. Drużyna występuje w lidze United Rugby Championship. Zespół jest własnością Llanelli Rugby Football Club.

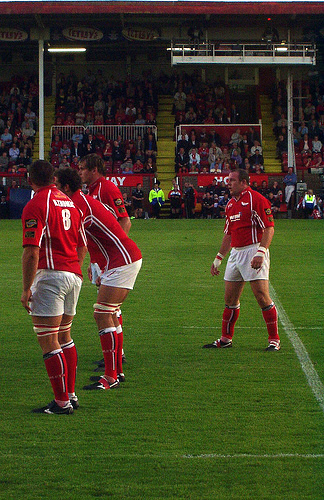
Gracze Scarlets w pojedynku z Glasgow Warriors

## Historia
Gdy w 2003 roku powoływano w Walii pięć profesjonalnych drużyn rugby, sięgnięto po rozwiązania z Irlandii, czy też krajów południowej półkuli, takich jak Południowa Afryka, Australia, czy Nowa Zelandia. Terytorium Walii podzielono na pięć części, z których każda przypadała jednemu zawodowemu klubowi. Po likwidacji jednej z drużyn i późniejszym korektom „granic”, Scarlets odpowiadają za rozwój rugby na terytorium, na którym znajdują się Llanelli, Carmarthen, Llandovery i Narberth.
Od sezonu 2008/2009 drużyna występuje pod skróconą nazwą Scarlets pomijając nazwę miasta. Jest to kolejne upodobnienie się do lig południowej półkuli (por. np. Bulls, czy też Chiefs). Jako pierwsza w Walii na taki ruch zdecydowała się drużyna Ospreys (dawniej Neath-Swansea Ospreys).

## Stadion
Swoje spotkania rozgrywa w Llanelli na otwartym w 2008 roku stadionie Parc y Scarlets. Klub w początkowych latach rozgrywał swoje mecze na Stradey Park.

## Widmo bankructwa po przenosinach
Przy okazji przenosin na nowy stadion postanowiono przeznaczyć stary teren pod zabudowę jednorodzinną, jednak z powodu opóźnień w sprzedaży terenu klub znalazł się w problematycznej sytuacji finansowej (środki ze sprzedaży gruntów miały być przeznaczone na działalność klubu). Po odrzuceniu propozycji lokalnego przedsiębiorcy Clive'a Hughesa i odmowie Welsh Rugby Union na udzielenie pożyczki klub uzyskał finansowanie od Tima Griffithsa co zapewniło mu płynność finansową "w krótkiej perspektywie" i ocaliło klub od bankructwa.

## Największe sukcesy
- Pro14: dwukrotnie mistrzostwo (w sezonach 2003/2004 i 2016/2017), dwukrotnie wicemistrzostwo (w sezonach 2012/2013 i 2017/2018)
- European Rugby Champions Cup: dwukrotnie półfinał (w sezonach 2006/2007 i 2017/2018)
- Celtic Cup: raz finał (w sezonie 2004/2005)
- Puchar Anglo-Walijski: raz finał (w sezonie 2005/2006), raz półfinał (w sezonie 2011/2012)

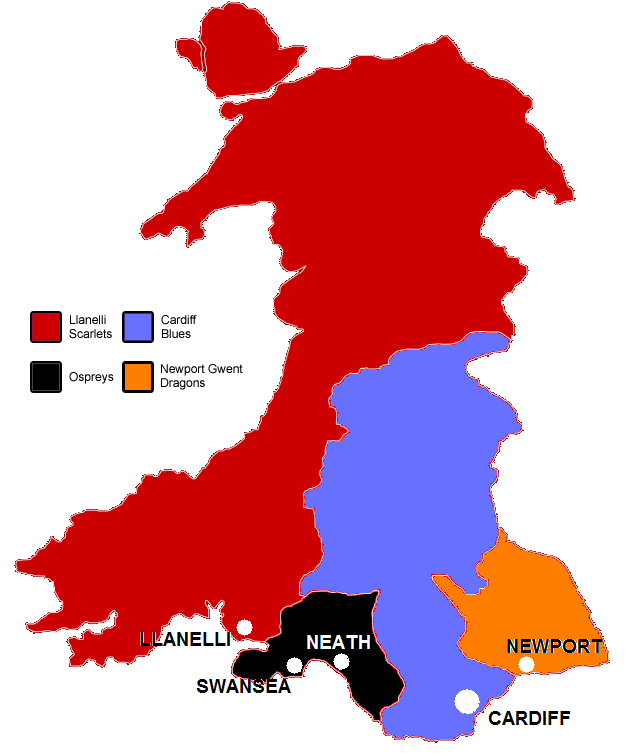
Walijskie regiony podległe poszczególnym klubom – obszar podporządkowany Scarlets w kolorze czerwonym